# Dissingia
Dissingia – rodzaj grzybów z rodziny piestrzycowatych (Helvellaceae).

## Systematyka i nazewnictwo
Pozycja w klasyfikacji według Index Fungorum: Dissingia, Helvellaceae, Pezizales, Pezizomycetidae, Pezizomycetes, Pezizomycotina, Ascomycota, Fungi.
Takson ten utworzyliw 2019 r. K. Hansen, X.H. Wang i T. Schumacher, włączając do niego niektóre gatunki wcześniej zaliczane do rodzaju Helvella.
Gatunki
- Dissingia confusa (Harmaja) K. Hansen & X.H. Wang 2019
- Dissingia crassitunicata (N.S. Weber) T. Schumach. & Skrede 2019
- Dissingia leucomelaena (Pers.) K. Hansen & X.H. Wang 2019
- Dissingia oblongispora (Harmaja) T. Schumach. & Skrede 2019[2].

W Polsce występuje Dissingia leucomelaena.